# Glokalizace
Glokalizace je pojem vycházející z kombinace slov globalizace a lokalizace. Popisuje produkty nebo služby, které jsou vyvíjeny a distribuovány globálně, a jsou navrhovány tak, aby se přizpůsobily uživateli nebo spotřebiteli na místním trhu. To znamená, že produkt nebo služba může být upravena tak, aby odpovídala místním zákonům a zákaznickým preferencím. Produkt nebo služba, které jsou efektivně glokalizovány, jsou mnohem atraktivnější pro koncového uživatele.
Giddens definuje pojem glokalizace jako „souběh globalizačních procesů a lokálních kontextů, jenž často vede spíš k posílení než k úpadku místních a reginonálních kultur“.
Základní myšlenkou glokalizace je podle Rolanda Robertsona souběžná propagace standardizovaného produktu pro určitý trh se specifickými požadavky.
K tomu viz také hlavní glokalizacni rozkaz pro nadnárodní firmy: “Think globally (standardised|same global Mass product), but act locally (localised marketing including g|local pricing)!, tj. “Myslete sice globálně (standardizovaný|shodný globální masový produkt), ale jednejte lokálně (lokalizovány marketing včetně g|lokalni cenotvorby)!”.

## Historie pojmu
Pojem poprvé použili Japonci v 80. letech 20. století jako podnikání v byznysu. Glokalizace vychází z japonského slova dochakuka, což v překladu znamená „adaptovat se domorodcům“. V rámci mikromarketingových studií došli japonští ekonomové k závěřu, že při distribuci a propagaci produktů v globálním měřítku, je třeba zohlednit geografické, sociální, antropologické a kulturní odlišnosti jednotlivých regionů. Touto myšlenkou se později inspirovali někteří západní sociologové. Profesor Erik Swyngedouw je považován za jednoho z prvních, kteří použili termín glokalizace ve svých studiích. Tento pojem byl pak v 90. letech zpopularizován britským sociologem Rolandem Robertsnem.

## Globalizace vs. glokalizace
V současnosti se za primární ekonomický fenomén považuje globalizace, což je tendence nabízet celosvětově jednotný produkt. Zásadním problémem při studii globalizace je přehlížení faktu, že výrobci a distributoři produktů a služeb operující na světovém trhu věnují čím dál více pozornosti sociokulturním rozdílům jednotlivých trhů. V rámci glokalizace dochází k přizpůsobení produktů místním požadavkům a v důsledku i k rozšíření okruhu potenciálních zákazníků, kterým je takto upravený globální produkt bližší. Cílem je uspokojit co nejvíce klientů i maximalizovat zisk společnosti. Napr. McBucek v ČR u McDonalds …

## Glokalizované produkty

### McDonald's
Americký fastfoodový řetězec McDonald's je typickým příkladem globalizace. Svou stálou nabídku ale přizpůsobuje lokálním požadavkům a chutím, což je projevem glokalizace. Vedle celosvětově nabízených produktů, jako jsou např. Big Mac nebo Cheeseburger, zahrnuje např. McSmažák v České republice, McSushi v Japonsku nebo Maharaja Mac v Indii. Glokalizace této společnosti se týká nejen produktů, ale i propagace. Zatímco v Spojených státech amerických je tradičním maskotem řetězce klaun Ronald McDonald, ve Francii byl nahrazen populární komiksovou postavou Asterixe.

### Whirpool
Americká společnost Whirpool vyrábějící nejen bílé zboží začátkem 21. století zavedla úpravu praček pro indický trh, které umožňují praní oděvů sárí, dlouhých až pět stop.

### Starbucks
Americký řetězec Starbucks se také snaží přizpůsobit své kavárny a restaurace lokálním požadavkům. Například v Indii z jídelních menu vyřadil hovězí a vepřové maso, nabízí kávu vyráběnou z lokálních zdrojů a dokonce zřídil oddělené trouby či prodejní pulty pro přípravu vegetariánských jídel. V Česku zase v roce 2012 otevřel kavárnu v nákupním centru Forum Nova Karolina v Ostravě, kterou vyzdobil předměty z Dolu Michal a použil materiály jako je dřevo nebo ocel tak, aby charakterizovala tento region.

## Glokalizované služby

### Google
Google nyní poskytuje svůj vyhledávač a další stránky uživatelům v 123 různých jazycích. V roce 1998 představil první Google Doodle (upravené logo společnosti). V Česku se první regionální loga objevila během roku 2010. U české verze tohoto vyhledávače se unikátní doodles objevují třeba ve státní svátky. V roce 2014 existovalo již přes dva tisíce různých regionálních verzí.